# Viktorie Šarlota Anhaltsko-Zeitzsko-Hoymská
Viktorie Šarlota Anhaltsko-Zeitzsko-Hoymská (25. září 1715 – 4. února 1792) byla díky sňatku krátce markraběnkou braniborsko-bayreuthskou.
Narodila se na hradě Schaumburg jako nejstarší potomek anhaltsko-bernbursko-schaumbursko-hoymského knížete Viktora a jeho manželky Šarloty Luisy Isenbursko-Büdingensko-Birsteinské.
26. dubna 1732 se provdala za Fridricha Kristiána Braniborsko-Bayreuthského. Narodily se jim dvě dcery, mladší z nich však zemřela v kojeneckém věku. Manželství bylo nešťastné a manželé žili odděleně už od roku 1739. Další ranou byla předčasná smrt jediné dcery, která zemřela při porodu prvního dítěte.
V roce 1763 Fridrich Kristián zdělil braniborsko-bayreuthské markrabství, ale již o rok později se manželé rozvedli. Zbytek života strávila Viktorie v skromných poměrech v Halle. Zemřela 4. února 1792 ve věku 76 let a byla pohřbena Holzappelu.

## Potomci
- 1. Kristýna Žofie Šarlota Braniborsko-Bayreuthská (15. 10. 1733 Neustadt an der Aisch – 8. 10. 1757 Straufhain)[3]
⚭ 1757 Arnošt Fridrich III. Sasko-Hildburghausenský (10. 6. 1727 Královec – 23. 9. 1780 Seidingstadt), vévoda sasko-hildburghausenský[4]
- 2. Žofie Magdalena Braniborsko-Bayreuthská (12. 1. 1737 Neustadt an der Aisch – 23. 7. 1737 tamtéž)[5]